# Стефан Радославов
Стефан Владимиров Радославов е български политик от Българската социалдемократическа партия (БСДП), народен представител в VII велико народно събрание от 188 едномандатен район – София „Надежда“, предложен от Съюза на демократичните сили (СДС).

## Биография и образование
Роден е на 5 април 1937 г. в град София. Почива през 1996 г.
Стефан Радославов завършва право в Юридическия факултет на Софийския университет „Св. Климент Охридски“. Работил е в комбинат „Техпроменерго“, Националния център за материално-техническо снабдяване, Стопанско обединение „Пласментно-снабдителни организации“ и държавна фирма „Терснаб“ – гр. София. Ръководил е материално-техническо снабдяване в държавна фирма „Строймаш“ – София.
Женен с един син. Съпругата му е журналист, а синът му работи като художник-приложник.

## Политическа кариера
Стефан Радославов е сред възстановителите на Българската социалдемократическа партия (БСДП) и председател на Координационния съвет на СДС в община „Надежда“ от основаването му. Избран е за народен представител в VII велико народно събрание от 188 едномандатен район – София „Надежда“, предложен от СДС. Подписва новата Конституция и при разцеплението на БСДП остава в групата на д-р Петър Дертлиев, която напуска СДС. Тя участва на парламентарните избори от 1991 г. заедно с Политически клуб „Екогласност“ и няколко по-малки партии в коалиция.
След неуспешните за БСДП избори партията е сред инициаторите за създаването на коалиция между СДС-Център и СДС-Либерали, наречена Български демократичен център. За ръководител на коалицията е определен организационният секретар на Стефан Радославов[поясни]. Не след дълго коалиционният формат се разпада и БСДП продължава самостоятелния си политически живот, а Ст. Радославов е избран за главен секретар на партията (14 юни 1992 – 15 април 1995 г.).
През 1995 г. в БСДП става ново разцепление заради разномислие относно тясното сътрудничеството с Българската социалистическа партия (БСП). На проведения извънреден конгрес на БСДП привържениците на единодействие с БСП, начело със Стефан Радославов, губят партийния дебат и напускат партията. Заедно със Захари Карамфилов, Стефан Нешев и брат си Александър Радославов, Ст. Радославов основават Движение за социален хуманизъм. За пръв негов главен секретар е определен Ст. Радославов (14 февруари 1996 – 11 юли 1996 г.). Скоро движението става част от Българската евролевица, а от 1997 г. и на Политически съюз „Нова левица“ около БСП.
През 1992 г. вестник „Ранно утро“ включва Стефан Радославов в списък с агенти на Държавна сигурност заедно с други членове на БСДП. По-късно обаче името му не е сред разкритите от Комисията по досиетата сътрудници на ДС.